# Sve (pevnost)

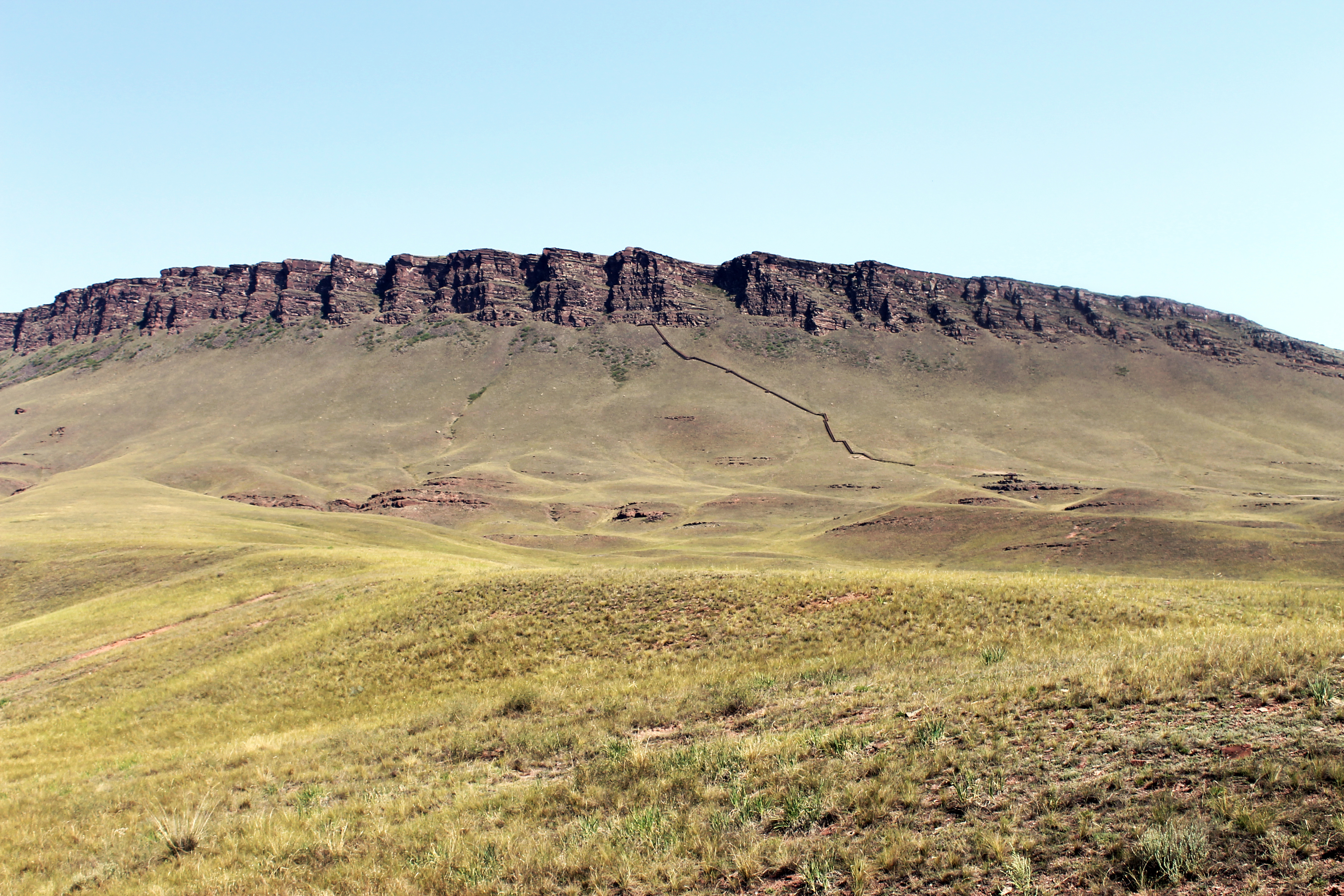
Hora „Čtyřicet zubů“ v horském masívu Oglachty, kde bývala pevnost sve

Sve je chakaský výraz pro místní specifické historické pevnosti (v překladu s chakaštiny „sve“ znamená „pevnost“) v Chakaské republice Ruské federace, které byly obvykle vybudovány na zdejších svědeckých vrších s využitím strmých skalnatých srázů, obklopujících temena těchto hor. Na území Chakasie se nachází kolem 45 podobných pevností, systematičtěji začaly být zkoumány až od 90. let 20. století.

## Historie
Počátky archeologického průzkumu historických památek  na území Chakasie jsou spojeny se jménem podnikatele, báňského inženýra, sběratele a mécenáše Innokentije Petroviče Kuzněcova-Krasnojarského (1851 – 1916), který se v 80. letech 19. století pustil do vykopávek místních kurganů. Během dalšího období mezi roky 1890 a 1915 prozkoumal řadu pohřebišť, skalních petroglyfů a pozůstatků starých pevností. Získané poznatky publikoval v četných spisech a svoje nálezy a písemnosti odevzdal do muzejních sbírek institucí, jako je Archeologické muzeum Tomské univerzity (Томский государственный университет) nebo Minusinské vlastivědné muzeum (Минусинский краеведческий музей). 
Podle tradovaných názorů místních obyvatel i historiků byly horské pevnosti sve dlouho považovány za středověké kyrgyzské nebo mongolské objekty, případně za stavby z doby dřívějšího chakaského státu v období mezi 10. a 12. stoletím n. l.  I. P. Kuzněcov-Krasnojarský je označoval jako „starobylá opevnění“ („старинные укрепления“). V uvedené době se také často používal termín „hradiště“ („городище“). K přehodnocení těchto názorů přispěl až důkladný archeologický průzkum těchto pevností, který mezi roky 1988 až 1997 provedl odborný tým archeologického pracoviště Chakaské státní univerzity především v oblasti Minusinské kotliny. Během tohoto průzkumu bylo zjištěno, že mnohá z těchto opevnění byla používána už v prehistorických dobách. 

## Pevnosti
Jednou z nejdůkladněji prozkoumaných pevností je hradiště Čebaki na hoře Sve Tach v Širinském okrese, kde probíhaly intenzívní vykopávky mezi roky 1989 až 1997. Během průzkumu bylo nalezeno více než 1 300 keramických střepů z doby bronzové, dále kolem 32 000 úlomků zvířecích kostí a také kamenné sekery, škrabky a hroty šípů. Další významnou pevností, která podle výsledků archeologického průzkumu pravděpodobně sloužila i jako svatyně, je sve Ustanach (Устанах). V jižní části pevnosti byl před vchodem do jakési groty odkryt čtvercový kamenný objekt, považovaný za obětiště. Na tomto místě i jinde v areálu byly nalezeny četné keramické střepy, opálené dřevo, kosti a pozůstatky měděných zbraní a dalších předmětů.
Pevnost Oglachty, která se nachází ve stejnojmenném horském masívu v Bogradském okrese na levém břehu Jeniseje, zabírá temeno svědecké hory, které se kvůli specifickému reliéfu vrcholové skalní hradby přezdívá „Čtyřicet zubů“. Zdejší opevnění bylo tvořeno systémem valů o celkové délce 25 kilometrů. Pevnost Oglachty, jejíž stáří je oficiálně řazeno do 10. až 12. století n. l., je od roku 1960 chráněna jako kulturní památka. Dalším vyhledávaným historickým objektem je pevnost Onlo ve skupině svědeckých vrchů Sunduki. Pozůstatky někdejších hradeb se nacházejí na vrchu Pěrvyj Sunduk, který je spolu s ostatními vrchy součástí Muzea v přírodě „Sunduki“.  Podobné stopy starých opevnění lze nalézt i v historických lokalitách Omaj-Tura, Arga,Taptan, Turaza, Čalpan, Šiška  a mnohých dalších – jen kopců, pojmenovaných „Sve Tag“ nebo „Sve Tach“, což lze volně přeložit z chakaštiny jako „hradní vrch“, se na území Chakasie naléza kolem patnácti.

## Galerie

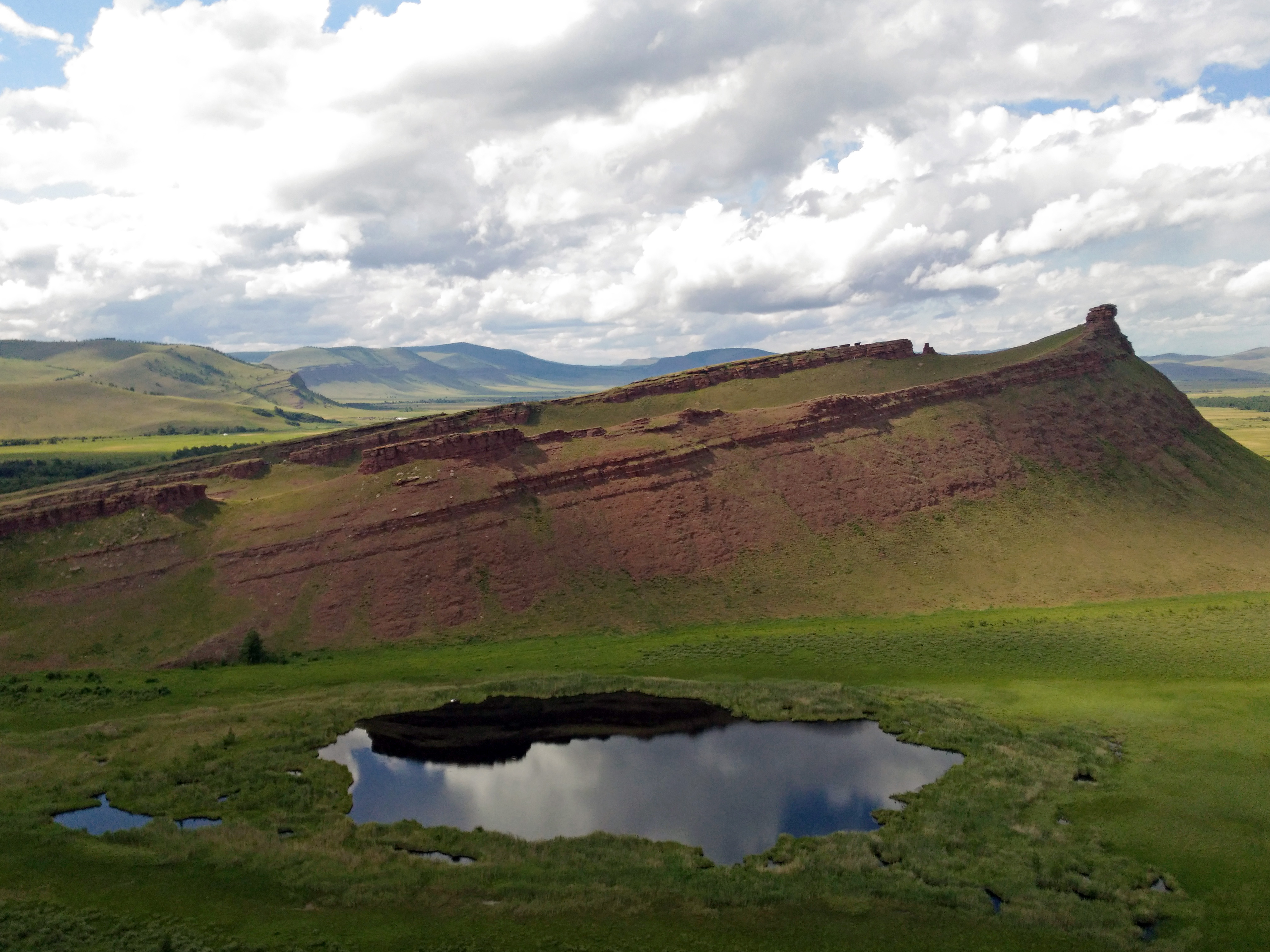
Hora Pěrvyj Sunduk ve skupině vrchů Sunduki
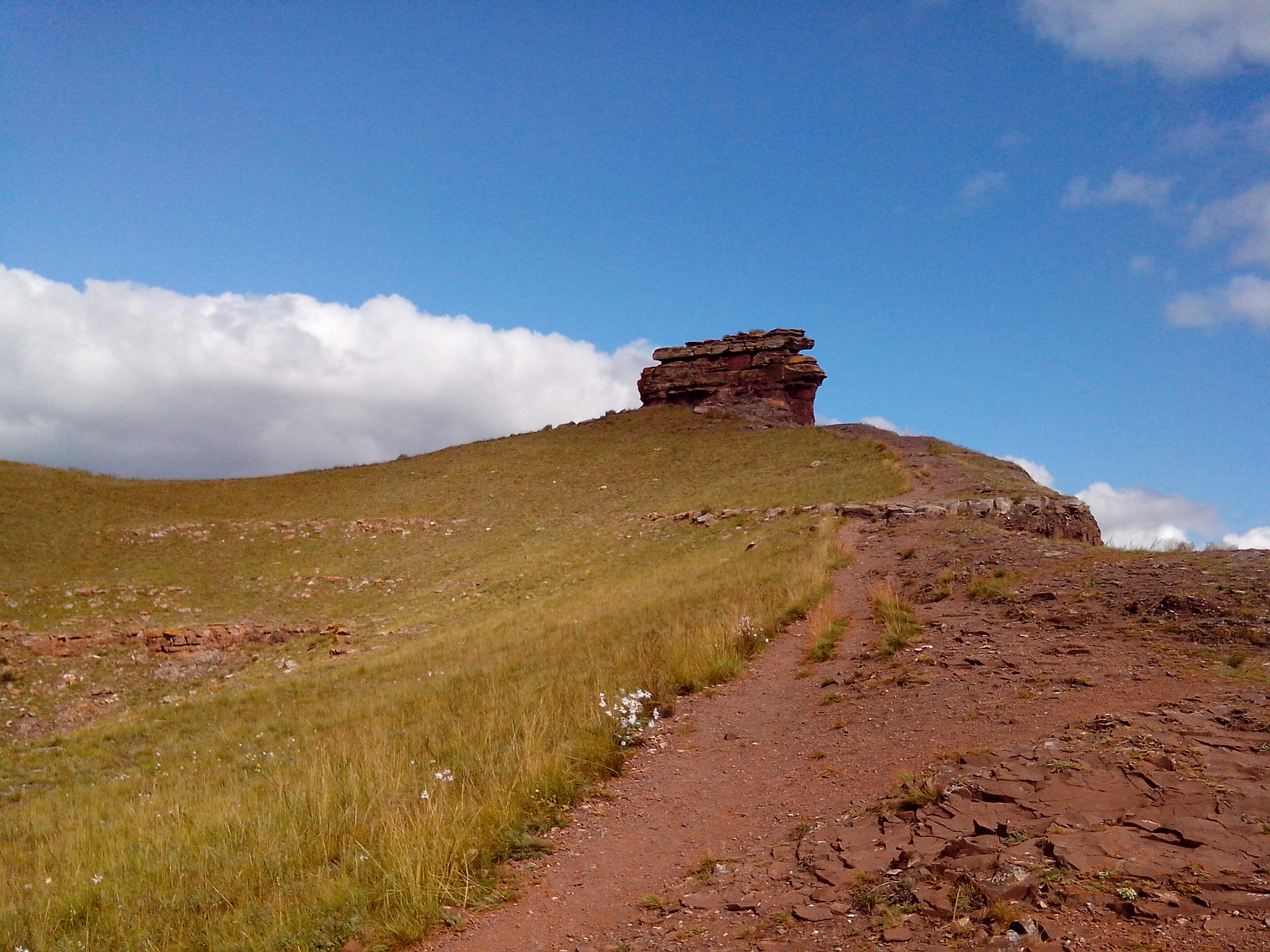
Skála Šamanův trůn, Muzeum v přírodě Sunduki
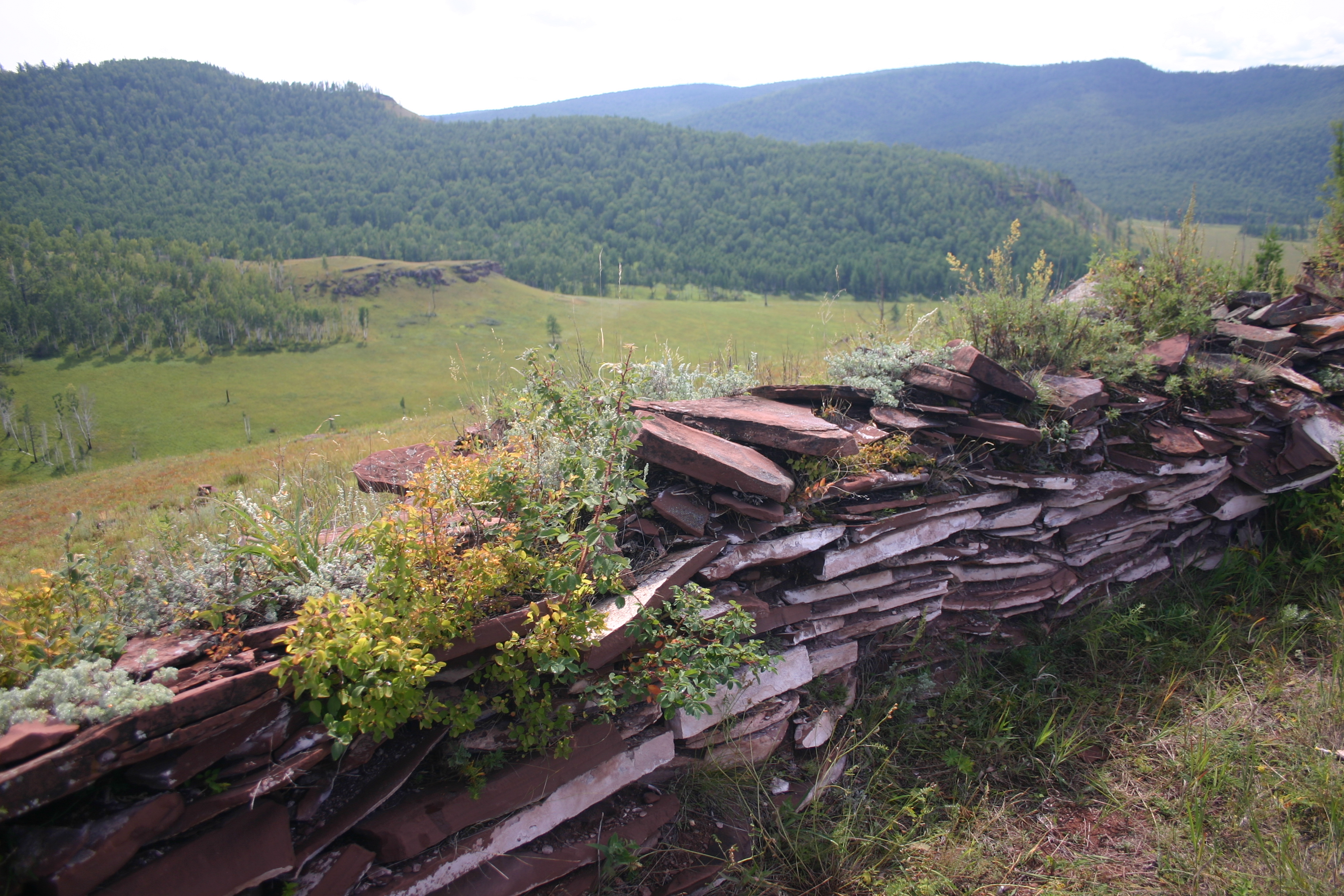
Hradby pevnosti Čebaki
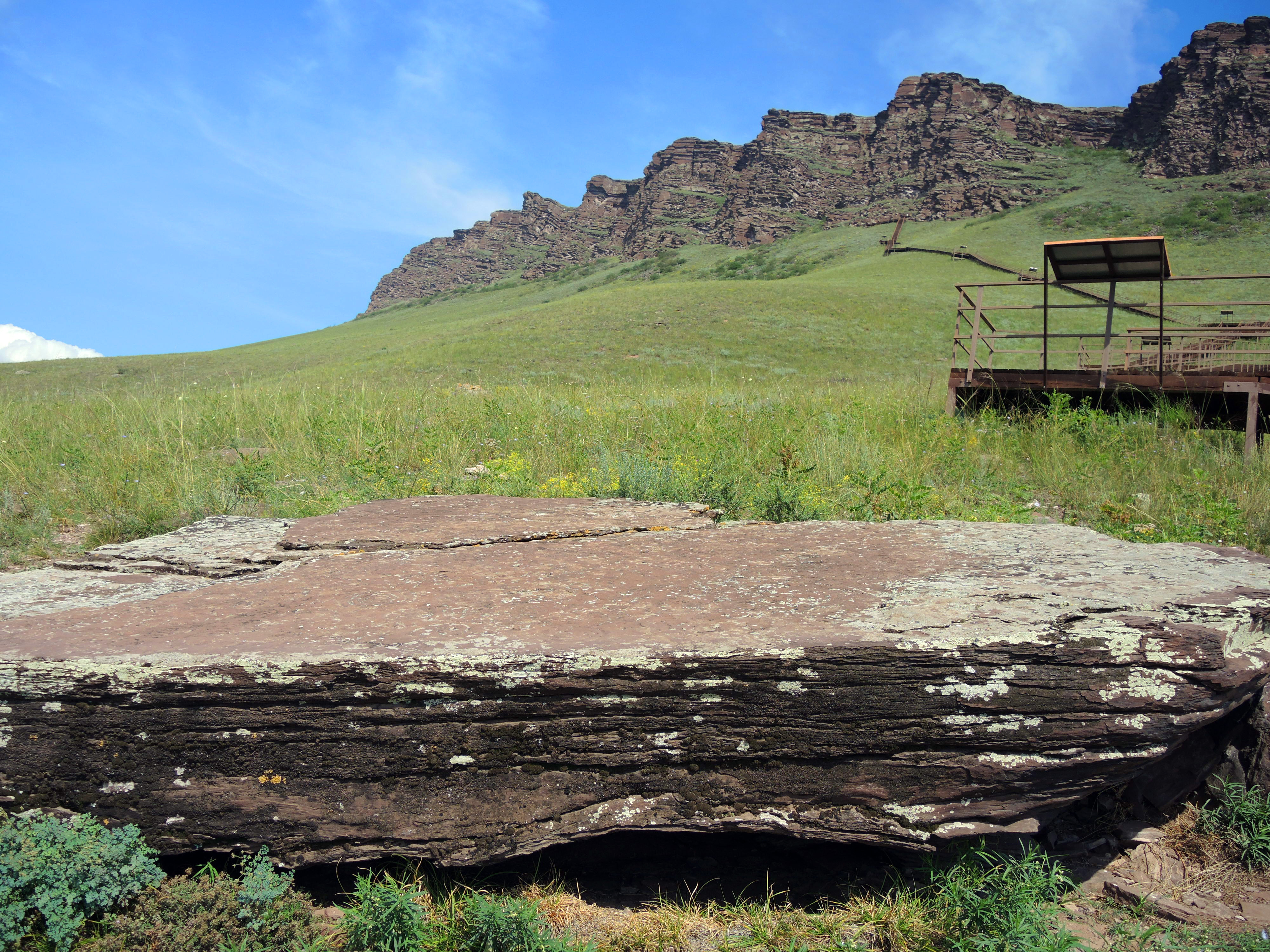
Přístup k pevnosti Oglachty, v popředí Šaman-kámen
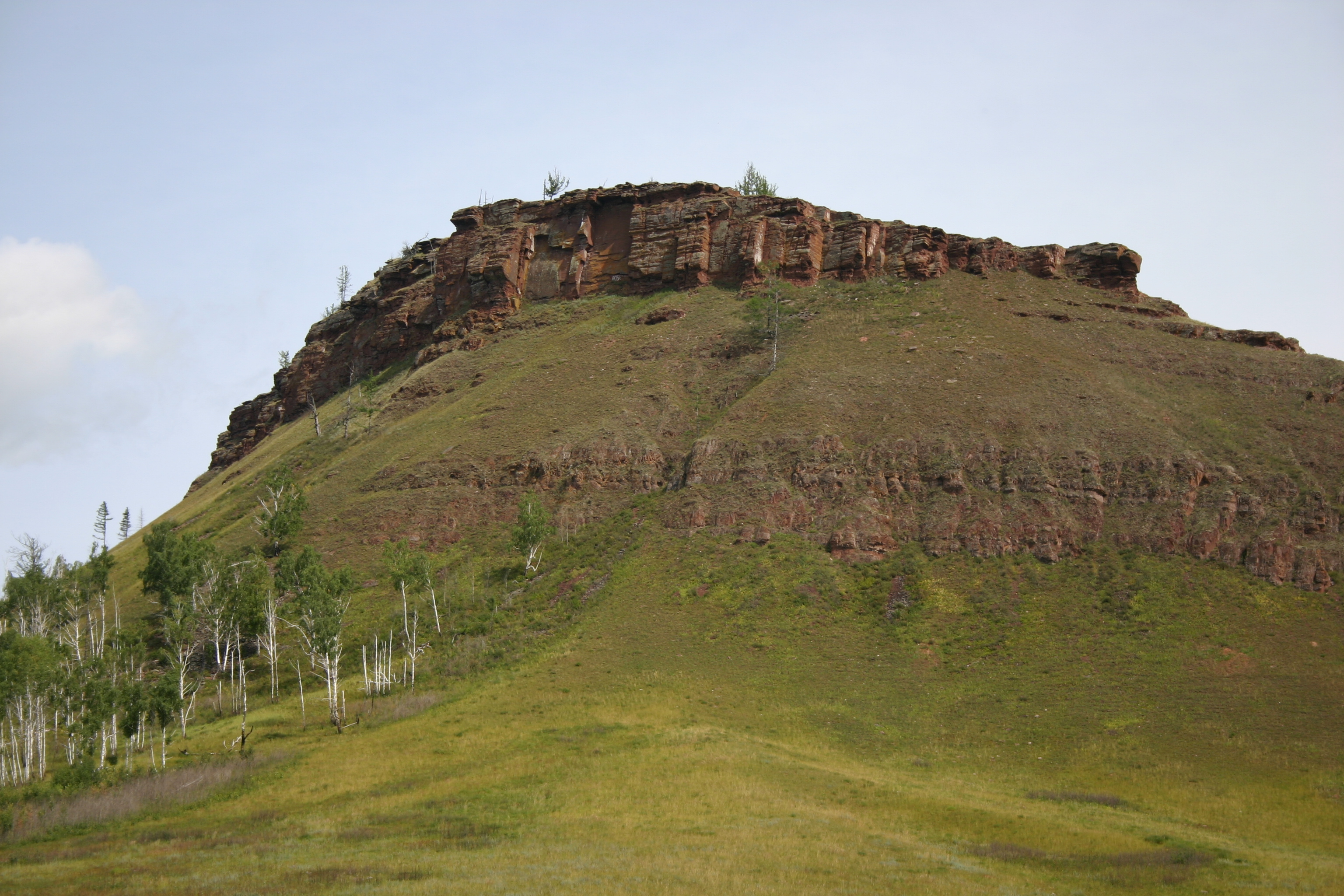
Pevnost Čebaki na vrcholu hory Sve Tach